# Neferu I.
| nfr | nfr | nfr |

| nfr | nfr | nfr |

Neferu I („nfrw“ – krása) byla královnou 11. dynastie. Byla manželkou faraóna Mentuhotepa I.
Jejími syny byli Antef I. a Antef II., vnuky Antef III. a královna Jah. Byla také prababičkou královny Neferu II.
Je zmíněna na jediné stéle.
Je možné, že je totožná s královnou Neferukait, která je považována za manželku Antefa II.